# TAMSK
TAMSK es un juego de mesa abstracto para dos jugadores de 1998, que fue el segundo juego del proyecto GIPF hasta finales de 2007, cuando fue excluido del proyecto GIPF y fue reemplazado por el juego TZAAR. El autor de todos los juegos del proyecto es el belga Kris Burm.

## Reglas
TAMSK se puede jugar en tres variantes: sin límite de tiempo, con límite de tiempo y límite de movimiento.

### Componentes del juego
- tablero de juego hexagonal equilátero con 37 casillas (cada lado tiene una longitud de 4 casillas), que están formadas por un tubo hueco corto que sobresale del tablero
- 3 pequeños relojes de arena rojos y 3 negros con arena durante 3 minutos, que los jugadores introducen en los tubos del tablero durante el juego
- 1 reloj de arena neutro con arena durante 15 segundos, que se utiliza para limitar el tiempo a un movimiento
- 64 anillos que los jugadores colocan en los tubos en los cuadrados durante el juego
- 2 soportes en los que los jugadores aún no han colocado sus anillos

### Preparación
Uno de los jugadores es rojo, el otro negro. Todos llevan 3 relojes de arena de su color. Los jugadores colocan sus relojes en los cuadrados de las esquinas del tablero para que alternen entre rojo y negro. Cada jugador también toma un soporte para anillos y almacena 32 de sus anillos en él.
El rojo comienza el juego, luego ambos jugadores se turnan.

### El empuje
- Cada jugador mueve uno de sus relojes de arena a cualquier casilla libre adyacente en su turno y coloca uno de sus anillos desmontados en ella.
- Si un jugador olvida ponerse un anillo y el oponente lo nota, puede poner uno de sus anillos en el reloj de arena antes de su turno.
- Los tubos que sobresalen de las cajas tienen diferentes alturas. Solo un anillo puede caber en los cuadrados de borde, la altura de los tubos aumenta hacia el centro y 4 anillos pueden caber en el cuadrado del medio. Está prohibido mover el reloj a un cuadrado en el que ya estén montados todos los anillos que encajan en él. Si uno de los jugadores hace esto, pierde inmediatamente.
- Si un jugador no puede hacer un movimiento, se salta el movimiento sin compensación.

### Fin del juego
Cada jugador comienza con 32 anillos. El ganador es el jugador al que le quedan menos anillos. Si a ambos jugadores les queda el mismo número, el juego termina en empate.

## Niveles de juego
Según el uso de los relojes de arena como piezas o como relojes, existen tres niveles del juego.

### Nivel 1: sin presión de tiempo
1. Inicio: sorteo para determinar quién jugará con los relojes de arena rojos. El rojo comienza, luego se turnan para mover los relojes de arena.
2. Un movimiento: en cada turno se debe mover uno de los relojes de arena de cada jugador a cualquier espacio vacío adyacente.
3. Soltar un anillo: después de mover un reloj de arena, se puede jugar un anillo: tomar un anillo de su porta anillos, colocarlo sobre el reloj de arena movido y soltarlo. (Durante el resto del juego, el anillo soltado servirá como una indicación de que el espacio ha sido visitado anteriormente). Nota: jugar un anillo es opcional, pero como deshacerse de los anillos es el objetivo del juego, se debería hacerlo. Si, por alguna razón en particular, se decide no jugar un anillo y el oponente lo nota, entonces él puede jugar uno de sus anillos donde el jugador no lo hizo, y aún puede hacer su movimiento habitual.
4. Los diferentes espacios: los espacios (tubos) en el tablero tienen diferentes alturas. Una vez que los anillos alrededor de un espacio estén al mismo nivel que la altura del tubo, es posible que ese espacio no se vuelva a visitar durante el resto del juego.
  - 18 espacios alrededor del borde del tablero solo pueden tener 1 anillo.
  - El siguiente nivel de 12 espacios puede tener un máximo de 2 anillos.
  - El nivel interior de 6 espacios puede tener un máximo de 3 anillos.
  - El espacio central puede tener 4 anillos. Nunca se puede mover un reloj de arena a un espacio que ya tenga su número máximo de anillos. Si lo hace, pierde el juego de inmediato.
5. Pasar el turno: cuando no puedas mover ninguno de tus relojes de arena (porque los tres están bloqueados por los relojes de arena de tu oponente y / o espacios a los que no puedes moverte más), debes pasar tu turno. Debes continuar pasando hasta que puedas moverte de nuevo o hasta que termine el juego.
6. El final: el juego termina cuando no se pueden realizar más movimientos. El jugador con el menor número de anillos restantes gana el juego. La mayoría de las veces esto significa que el primer jugador que tenga que pasar porque ya no puede mover sus relojes de arena, perderá. Entonces, el objetivo es deshacerse de los anillos, pero también se podría decir que el objetivo es ser el primero en bloquear los tres relojes de arena del oponente.
7. Empate: si a ambos jugadores les quedan el mismo número de anillos, el juego termina en un empate.

### Nivel 2: con presión de tiempo
El segundo nivel se juega como se describe en el Nivel 1, pero con reglas adicionales para los relojes de arena. El reloj de arena de 15 segundos no se usa. El objetivo de esta versión es acostumbrarse a la presión del tiempo que provocan las piezas (es decir, los relojes de arena) y ver cómo influirá en su estrategia.
Nota: el nivel 1 es un juego en sí mismo, al igual que el nivel 3. El nivel 2 es un nivel intermedio; sólo juega unas cuantas veces como introducción al nivel 3.
1. Inicio:la posición inicial sigue siendo la misma.
2. Los primeros 3 turnos: Ambos jugadores están obligados a utilizar sus primeros tres turnos para mover cada uno de sus tres relojes de arena. Al mover un reloj de arena, hay que darle la vuelta. Por lo tanto, el tiempo de los seis relojes de arena en el tablero comenzará a correr.
3. Un movimiento: Se debe intentar mantener vivos los relojes de arena. Cada vez que mueva un reloj de arena a un espacio adyacente vacío (de hecho, mientras lo mueve), debe voltearlo. Es decir, tras cada turno un jugador debe invertir el tiempo de uno de sus relojes de arena. Un movimiento debe realizarse con un movimiento fluido; no puede mantener un reloj de arena en posición horizontal. Se debe soltar el reloj de arena tan pronto como se mueva (ver punto 5).
4. Soltar un anillo: después de mover un reloj de arena, el turno de un jugador ha terminado, aunque todavía puede jugar un anillo, pero se debe hacer de inmediato. Si no se hace, se pierde la oportunidad de jugar un anillo ese turno. Como se describe en el Nivel 1, el oponente puede poner un anillo donde el jugador no lo hizo, antes de hacer su movimiento.
5. Momento de un movimiento: inmediatamente después de haber movido uno de los relojes de arena, el oponente puede comenzar su movimiento. No necesita esperar hasta haber soltado un anillo.
6. Perder un reloj de arena: cuando un reloj de arena se queda sin tiempo, se pierde. Un reloj de arena perdido permanece en el tablero, pero no se puede mover más.
7. Regla de los 15 segundos: aunque no se use el reloj de arena de 15 segundos, su principio se introduce como un "pacto entre caballeros": los jugadores tienen un máximo de 15 segundos para realizar su jugada.
8. El final: el objetivo sigue siendo el mismo: deshacerse de tantos anillos como sea posible.
9. No más empate: a diferencia del nivel 1, este nivel no puede terminar en empate. Si a ambos jugadores les quedan el mismo número de anillos, el tiempo determinará el ganador:
  1. Rétirese los relojes de arena que ya se han agotado del tablero y déjelos a un lado.
  2. Obsérvese de cerca el resto de los relojes de arena. Cada reloj de arena que se quede sin tiempo se sacará del tablero y se alineará en el orden en que se retiraron.
  3. El jugador con el último reloj de arena "vivo" en el tablero gana el juego.
  4. En el raro caso de que el último reloj de arena de ambos jugadores se quede sin tiempo exactamente al mismo tiempo, entonces el jugador que tenía el último reloj de arena en el tablero gana.

### Nivel 3: con el temporizador de 15 segundos
El juego completo, con los relojes de arena y el cronómetro de 15 segundos. Se juega como se describe en los niveles 1 y 2, pero con reglas adicionales para el uso del reloj de arena de 15 segundos.
1. Inicio: comienza el rojo; las negras pueden decidir si el temporizador de 15 segundos se colocará a la izquierda o a la derecha del tablero.
2. La regla de los 15 segundos: el reloj de arena de 15 segundos está disponible para un jugador durante el turno del oponente, pero el jugador no está obligado a usarlo. Puede usarse (dar la vuelta) si se quiere forzar al oponente a hacer su movimiento en 15 segundos.
3. El uso: para usar el temporizador de 15 segundos, solo podrá hacerse cuando la parte superior esté vacía.
4. Privado: si un jugador comienza su movimiento pero no lo termina en la cantidad de tiempo permitida (es decir, cuando no suelta el reloj de arena que movió antes de que se acabe el tiempo del temporizador de 15 segundos), puede completar el movimiento, incluido dejar caer un anillo, pero tendrá que enfrentar una penalización. El oponente ahora puede soltar dos anillos en su próximo turno. Empieza su turno con su habitual (es decir, mueve un reloj de arena y pone un anillo en el espacio recién cubierto), y luego puede soltar un segundo anillo en cualquier espacio del tablero, sin importar si el espacio está ocupado por un reloj de arena (de cualquier color) o no. Por supuesto, solo es posible dejar caer un anillo en un espacio que aún no tiene su número máximo de anillos.

## Variante
En lugar de colocar todos los relojes en el tablero antes del inicio del juego, los jugadores pueden colocar sus relojes en los primeros tres turnos en cualquier casilla libre e inmediatamente colocar un anillo sobre ellos.

## Originalidad del juego
Después de Revolution de Pierre Berloquin, publicado por Dujardin y Heisser Sand, publicado en 1981 por ASS, TAMSK es uno de los pocos juegos que incluyen piezas que son elementos móviles en un tablero y relojes de arena. La dimensión temporal confiere al juego todo su interés.